# Symphylistis leptocyma
Symphylistis leptocyma är en fjärilsart som beskrevs av Turner 1930. Symphylistis leptocyma ingår i släktet Symphylistis och familjen mätare. Inga underarter finns listade i Catalogue of Life.